# Fiat Multipla

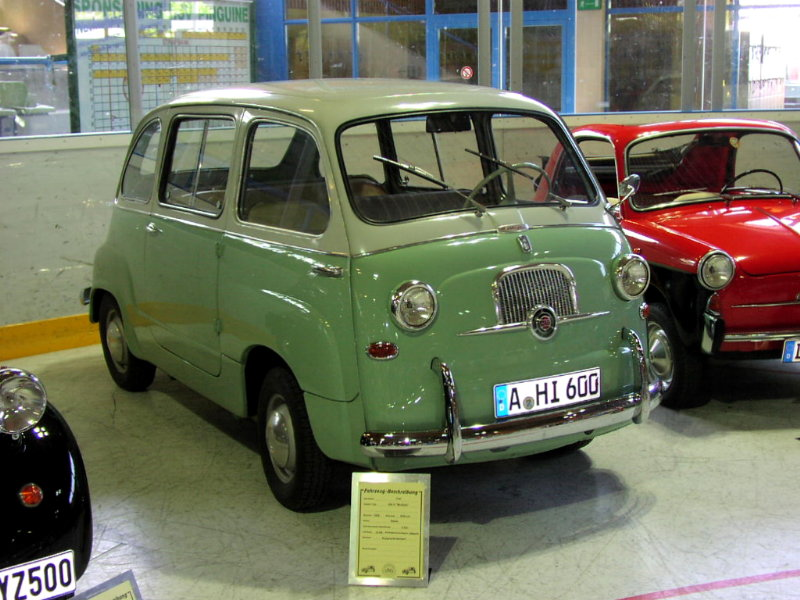
Fiat Multipla — первый протоминивэн в мире появился ещё в 1956 году

Fiat Multipla — компактвэн итальянской компании Fiat, выпускавшийся с 1998 года по 2010 год. Базируется на платформе Fiat Brava. Особенностями автомобиля являются его ширина и наличие трёх сидений спереди. Впоследствии такую схему применили на Honda FR-V.
Название «Multipla» было применено Fiat не впервые. Ранее так называлась одна из модификаций Fiat 600.

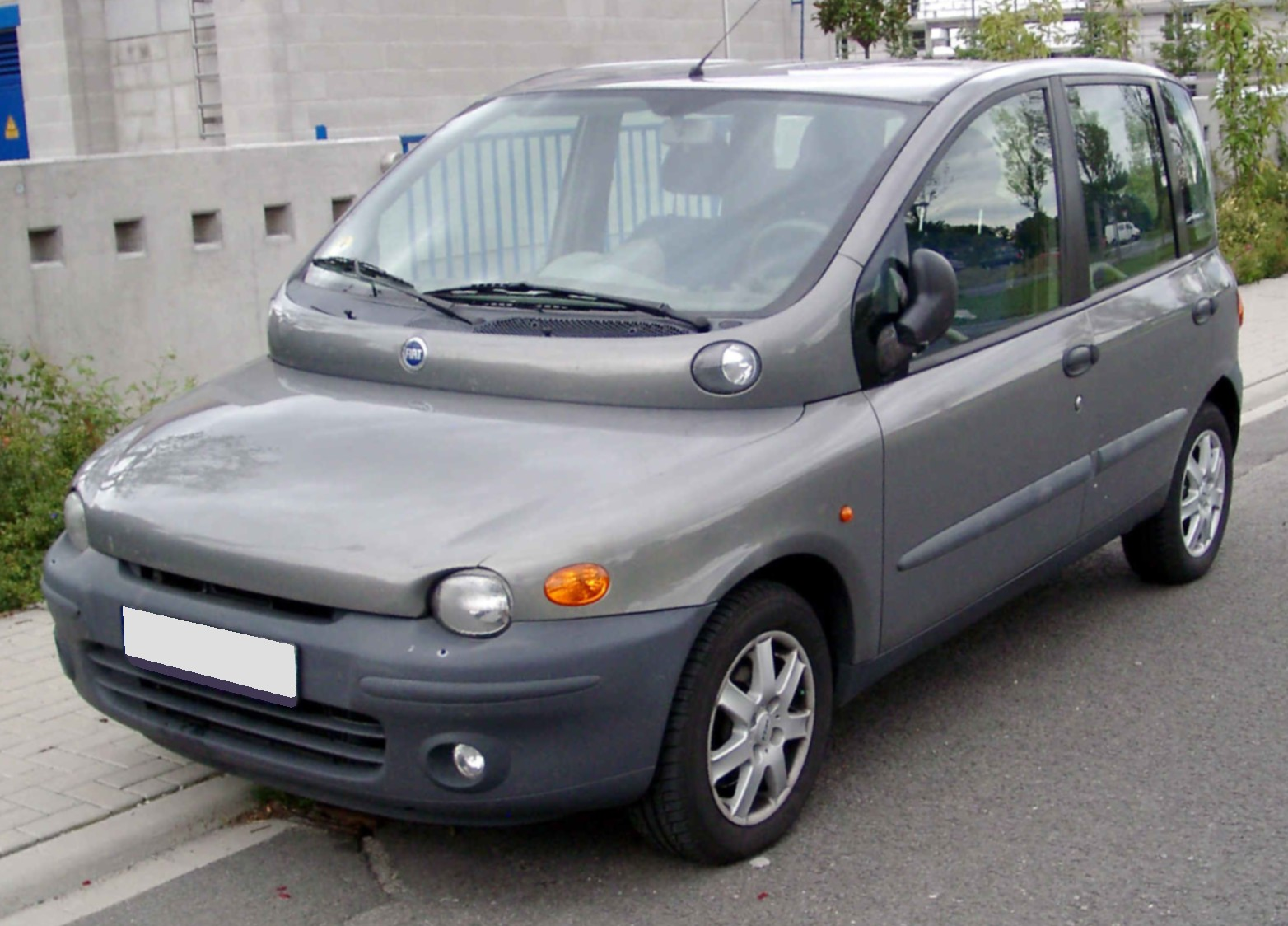
Fiat Multipla (2001 — 2004)
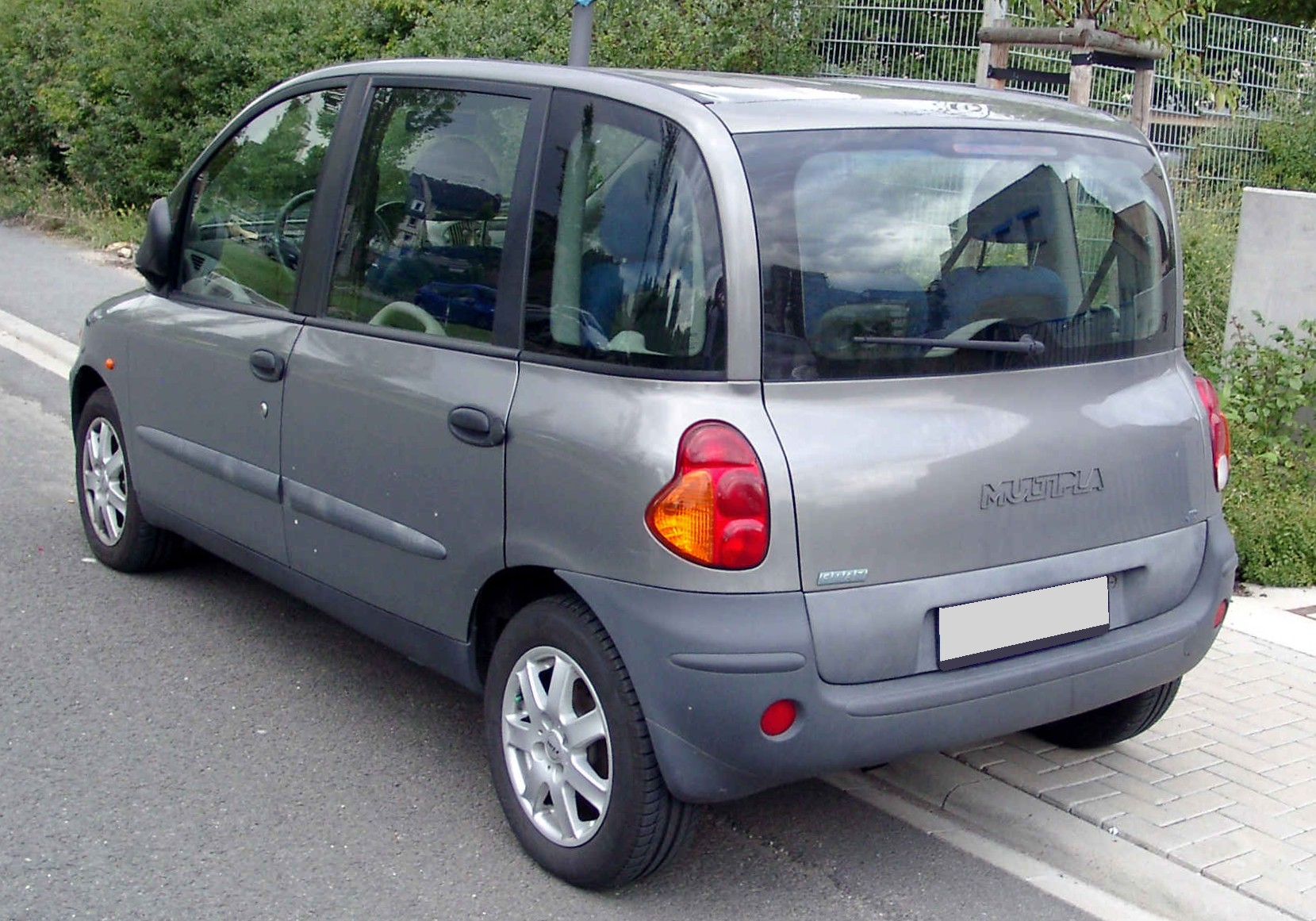
Вид сзади
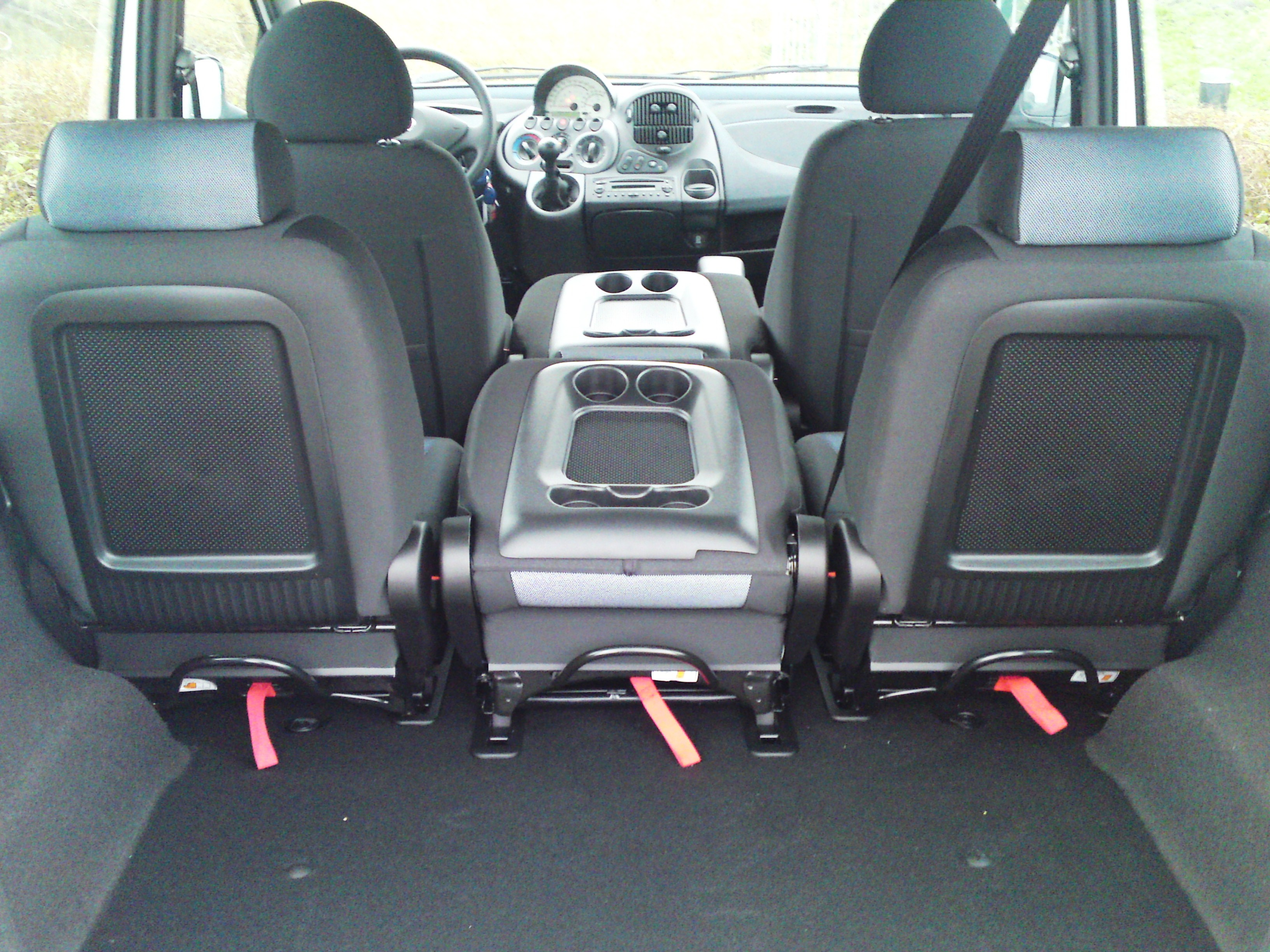
салон

В середине 2004 года автомобиль подвергся изменениям — спорный внешний дизайн был заменён на более привычный.

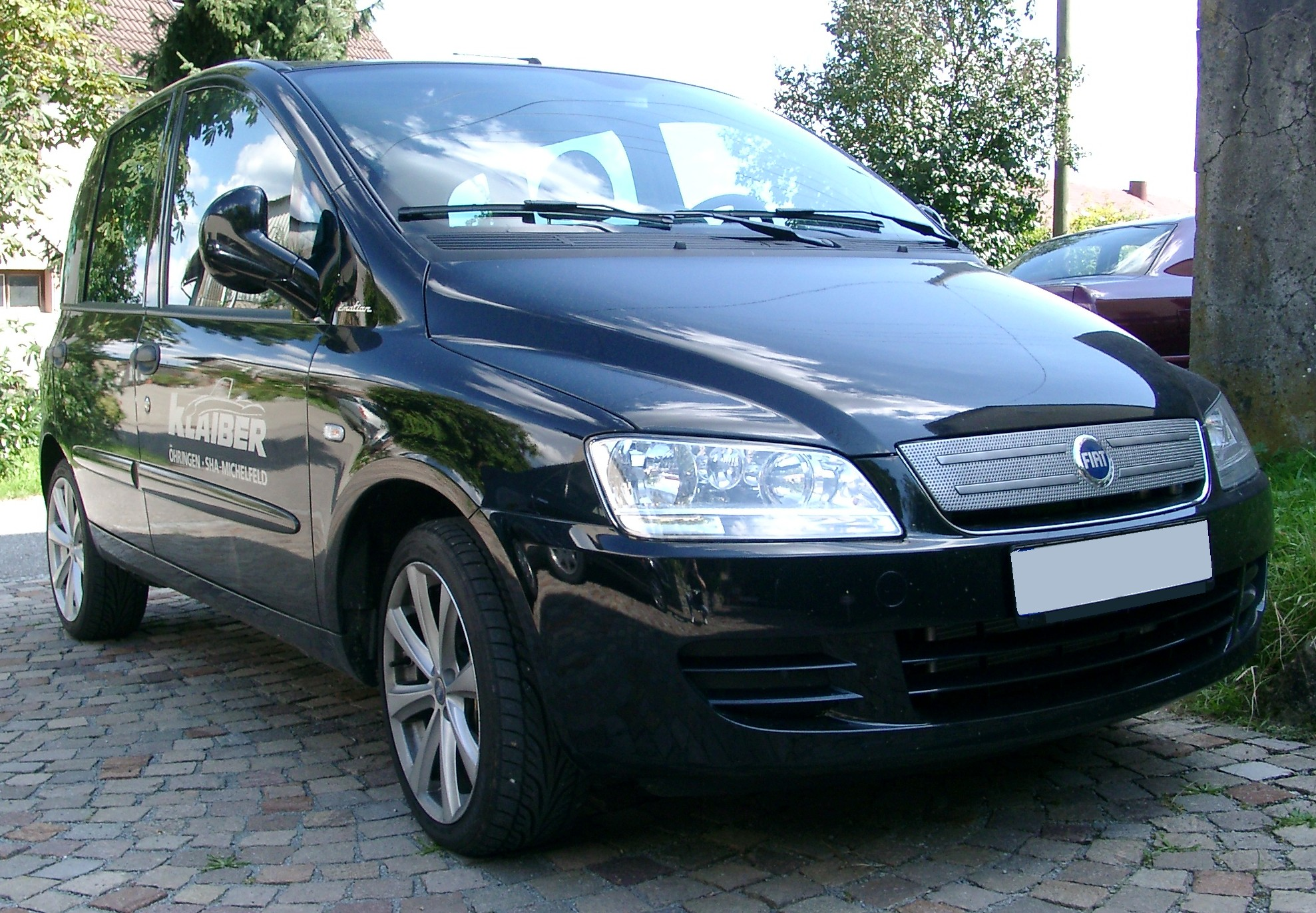
Fiat Multipla (с 2004)
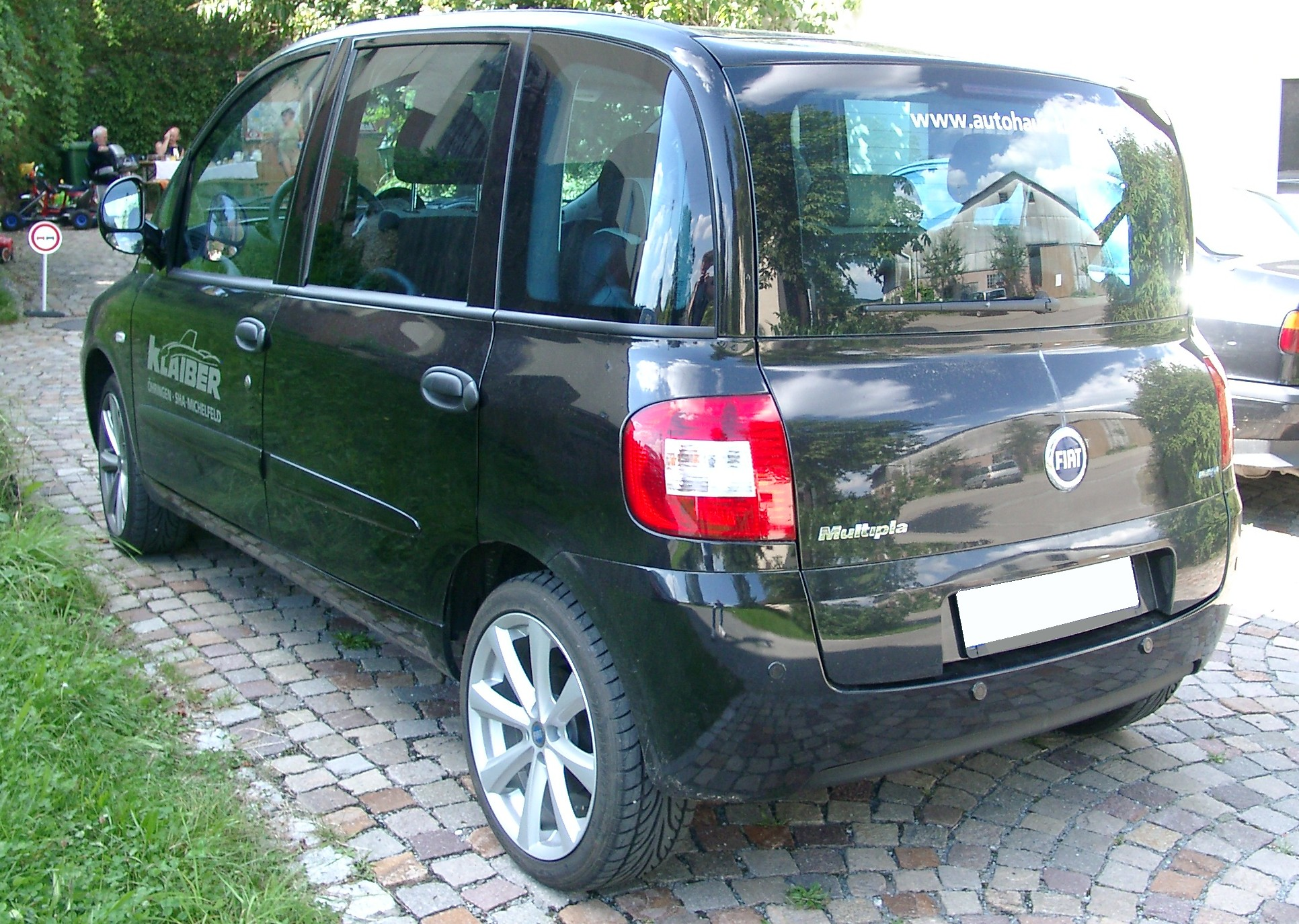
Вид сзади

## Двигатели
| Модель             | Двигатель | Объём    | Мощность                                                 | Крутящий момент         | Годы  |
| ------------------ | --------- | -------- | -------------------------------------------------------- | ----------------------- | ----- |
| 100 16V SX         | I4        | 1581 см³ | 103 л.с. (102 hp/76 кВт) 76 кВт (103 HV) @ 5750 об / мин | 145 Н м @ 4000          |       |
| 105 JTD SX         | I4        | 1910 см³ | 105 л.с. (104 кВт hp/77) @ 4000 об / мин                 | 200 Н м @ 1500 об / мин | —2000 |
| 110 JTD ELX        | I4        | 1910 см³ | 110 л.с. (108 кВт hp/81)                                 | 200 Н м                 | 2001— |
| 115 JTD SX/ELX     | I4        | 1910 см³ | 115 л.с. (113 кВт hp/85)                                 | 203 Н м                 | 2002— |
| 1.9 mJTD           | I4        | 1910 см³ | 120 л.с. (118 кВт hp/88) @ 4000 об / мин                 | 206 Н м @ 1456 об / мин |       |
| 1.6 (Bi-Power) CNG | I4        | 1581 см³ | 92 л.с. (91 кВт hp/68) @ 5750 об / мин                   | 130 Н м @ 4000 об / мин |       |

## Безопасность
| Euro NCAP                                             | Euro NCAP | Euro NCAP | Euro NCAP |
| ----------------------------------------------------- | --------- | --------- | --------- |
| Рейтинги                                              | Пассажир  |           | 19        |
| Рейтинги                                              | Пешеход   |           | 13        |
| Протестированная модель: Fiat Multipla JTD ELX (2001) |           |           |           |